# Joan Orfila Pons
Joan Orfila Pons fou un religiós i polític menorquí, diputat a les Corts Espanyoles durant la restauració borbònica. Fou elegit diputat pel districte de Maó a les eleccions generals espanyoles de 1896. Juntament amb Joan Trémol Faner a les eleccions generals espanyoles de 1881 va donar suport a la candidatura del candidat republicà Rafael Prieto i Caules.